# Steeven Bretz

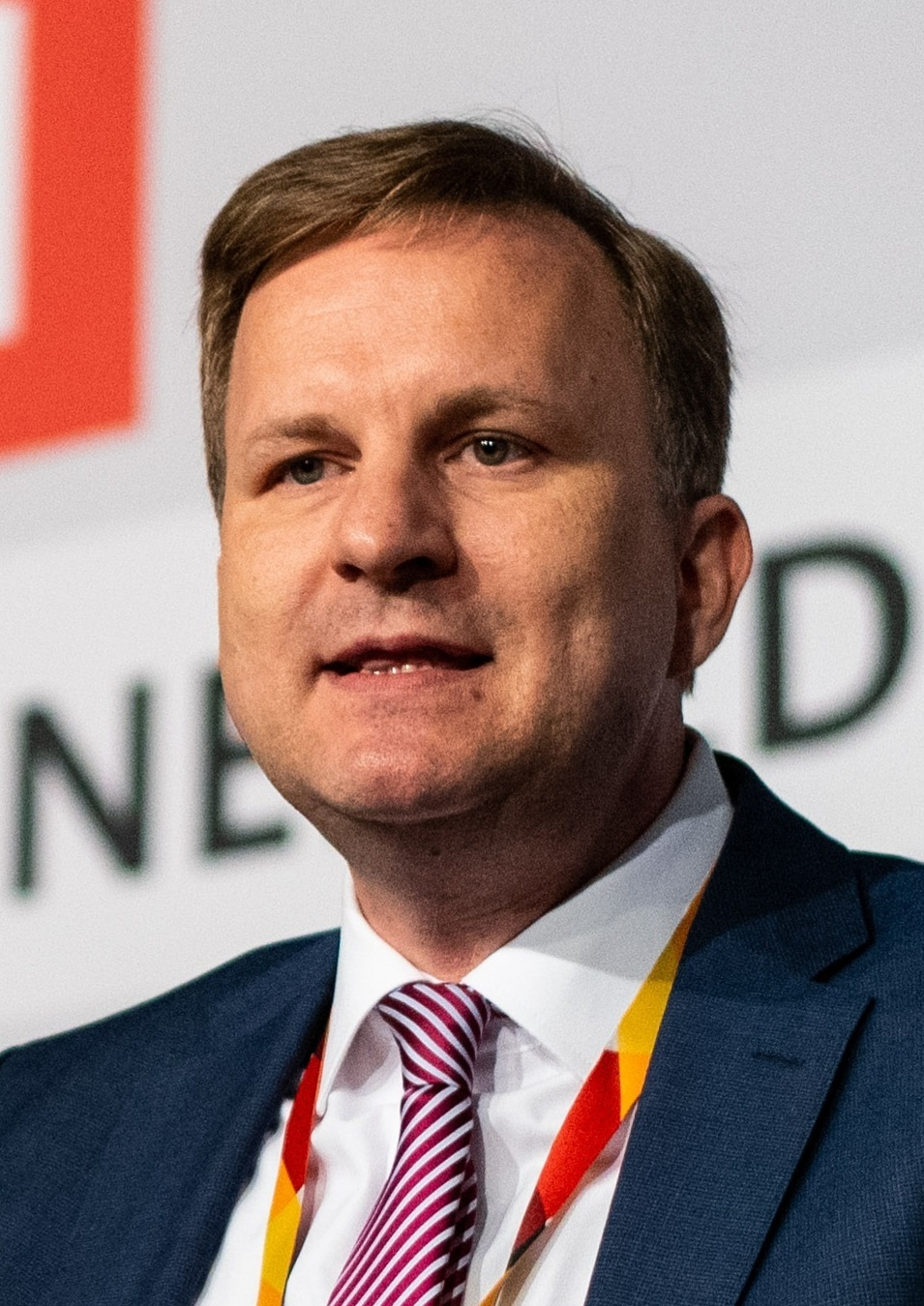
Steeven Bretz auf dem Landesparteitag der CDU Brandenburg im Mai 2019

Steeven Bretz (* 7. März 1976 in Potsdam) ist ein deutscher Politiker (CDU). Seit 2009 ist er Abgeordneter des Landtages Brandenburg.

## Leben
Von 1982 bis 1989 besuchte Bretz eine Polytechnische Oberschule. Es folgte der Besuch eines Gymnasiums, den er 1995 mit dem Abitur erfolgreich abschloss. Anschließend leistete er seinen Grundwehrdienst in den Jahren 1995 und 1996 ab. Von 1996 bis 1999 studierte er Betriebswirtschaftslehre mit dem Abschluss Diplom-Betriebswirt an der Berufsakademie Berlin. Von 2001 bis Juni 2020 war er als Referent für Betriebswirtschaftslehre beim Berufsförderungswerk der Gebäude- und Energietechnikhandwerke e. V. tätig.
Er ist ledig und lebt in Potsdam.

## Politik
Seit 1997 ist Bretz Mitglied der CDU. Für die CDU war er von 2001 bis 2008 Mitglied der Stadtverordnetenversammlung von Potsdam. 2007 wurde er zum stellvertretenden Vorsitzenden des CDU-Kreisverbandes Potsdam gewählt.
Bei den Landtagswahlen 2009, 2014, 2019 und 2024 kandidierte Bretz im Landtagswahlkreis Potsdam II für ein Mandat und zog jeweils über die Landesliste in den Landtag ein. Er war in der 5. Wahlperiode Mitglied im Ausschuss für Haushaltskontrolle, wo er auch seit November 2011 stellvertretender Vorsitzender eines Unterausschusses war, sowie der Energiepolitische Sprecher seiner Fraktion im Landtag. Ab August 2011 war er auch Mitglied im Ausschuss für Haushalt und Finanzen. Seit September 2014 (6. Wahlperiode) ist er Sprecher für Finanz- und Haushaltspolitik der CDU-Fraktion, Vorsitzender des Ausschusses für Infrastruktur und Landesplanung (bis Juni 2015), stellv. Mitglied im Ausschuss für Wirtschaft (Bereich Energiepolitik) sowie Sprecher für Energiepolitik der CDU-Fraktion (bis Mai 2015). Seit Dezember 2015 ist er stellv. Mitglied im Ausschuss für Haushaltskontrolle.
Auf einem Sonderparteitag am 25. April 2015 wurde Bretz zum Generalsekretär der CDU Brandenburg gewählt. Am 15. Juli 2017 wurde er auf dem Landesparteitag in Schönefeld mit 89 % der Delegiertenstimmen im Amt bestätigt.
Am 8. Oktober 2015 wurde er mit einem Wahlergebnis von 85,5 % Kreisvorsitzender der CDU Potsdam und von den Parteimitgliedern in diesem Amt am 26. Februar 2016 mit 89 % der Stimmen bestätigt. Im November 2018 verzichtete Bretz auf eine erneute Bewerbung für den Kreisvorsitz der CDU Potsdam, um sich im anstehenden Kommunal-, Europa- und Landtagswahlkampf auf seine Aufgaben als Generalsekretär und seine Kandidatur für den Landtag Brandenburg im September 2019 zu konzentrieren. In der 7. Wahlperiode des Brandenburger Landtags war Steeven Bretz Sprecher für Finanz- und Haushaltspolitik der CDU-Fraktion sowie Mitglied im Hauptausschuss. Im November 2019 wurde er einstimmig zum Parlamentarischen Geschäftsführer seiner Fraktion gewählt.
Dem Landesvorstand der CDU Brandenburg gehört er seit dem Jahr 2012 an. Von 2021 bis 2023 war er Beisitzer im Landesvorstand der Mittelstands- und Wirtschaftsunion (MIT) Brandenburg. Am 24. März 2023 wurde er erneut Kreisvorsitzender der CDU Potsdam. Im Februar 2024 wurde er zum Vorsitzenden des Ausschusses für Wirtschaft, Arbeit und Energie des Landtags Brandenburg gewählt.